# Hankasalmi
Hankasalmi è un comune finlandese di 4601 abitanti, situato nella regione della Finlandia Centrale.